# Sir Safety Umbria Volley Perugia 2016-2017
Questa voce raccoglie le informazioni riguardanti la Sir Safety Umbria Volley Perugia nelle competizioni ufficiali della stagione 2016-2017.

## Stagione
La stagione 2016-17 è per la Sir Safety Umbria Volley Perugia, sponsorizzata dalla Conad nelle competizioni nazionali e dalla Sicoma e Colussi in quelle internazionali, la quinta consecutiva in Serie A1; come allenatore viene confermato Slobodan Kovač, sostituito a stagione in corso da Lorenzo Bernardi, mentre la rosa vede alcune conferme come quelle di Luciano De Cecco, Simone Buti, Aleksandar Atanasijević, Aaron Russell e Emanuele Birarelli. Tra i nuovi arrivi quelli di Andrea Bari, Ivan Zaytsev, Marko Podraščanin, Alexander Berger e Mihajlo Mitić, mentre tra le partenze si registrano quelle di Alberto Elia, Christian Fromm, Andrea Giovi, Samuel Holt e Denys Kaliberda.
La prima competizione disputata è la Supercoppa italiana: la Sir Satefy Umbria Volley si classifica al secondo posto, dopo aver vinto la semifinale contro per 3-1 contro l'Associazione Sportiva Volley Lube e perso la finale per 3-2 contro il Modena Volley.
Il campionato si apre con cinque vittorie consecutive: la prima sconfitta arriva alla sesta giornata, inflitta dalla Trentino Volley, a cui fanno seguito altri due stop; nel resto del girone di andata il club di Perugia ottiene esclusivamente vittorie, classificandosi al quarto posto, utile per accedere alla Coppa Italia. Il girone di ritorno comincia con sei vittorie di seguito, seguite da due sconfitte; la regular season si conclude con cinque gare vinte consecutivamente e il terzo posto in classifica. Nei quarti di finale dei play-off scudetto gli umbri superano in due gare, con un doppio 3-0, la Pallavolo Piacenza, mentre nelle semifinali, dove affrontano la Trentino Volley, le due squadre arrivano a gara 5 con due vittorie a testa: nell'ultima e decisiva gara a vincere è la squadra di Trento.
Grazie al quarto posto al termine del girone di andata della Serie A1 2016-17 la Sir Safety Umbria Volley Perugia partecipa alla Coppa Italia; tuttavia viene eliminata nei quarti di finale a seguito della sconfitta per 3-2 inflittale dalla Pallavolo Piacenza.
A seguito dei risultati ottenuti nella Serie A1 2015-16 il club perugino accede alla Champions League, incominciando il proprio cammino dal terzo turno, dove ha la meglio, grazie a una doppia vittoria, sul Volley Amriswil, accedendo alla fase a gironi. Vince quindi il proprio raggruppamento, con cinque vittorie su sei gare disputate; scelta come squadra organizzatrice della Final Four, la Sir Safety Umbria Volley Perugia è qualificata direttamente alle semifinali, dove incontra e supera per 3-2 l'Associazione Sportiva Volley Lube, mentre in finale è sconfitta per 3-0 dal Volejbol'nyj Klub Zenit-Kazan'.

## Organigramma societario
Area direttiva
- Presidente: Gino Sirci
- Vicepresidente: Maurizio Sensi
- Segreteria generale: Rosanna Rosati
- Direttore generale: Benedetto Rizzuto

Area organizzativa
- Direttore sportivo: Goran Vujević
- Dirigente: Egeo Baldassarri
- Logistica: Piero Bizzarri
- Responsabile CEV: Francesco Allegrucci

Area tecnica
- Allenatore: Slobodan Kovač (fino al 10 novembre 2016), Lorenzo Bernardi (dall'11 novembre 2016)
- Allenatore in seconda: Carmine Fontana
- Scout man: Gianluca Carloncelli, Francesco Monopoli
- Assistente allenatore: Massimo Caponeri (dal 15 dicembre 2016)
- Responsabile settore giovanile: Andrea Piacentini

Area comunicazione
- Ufficio stampa: Simone Camardese
- Relazioni esterne: Rosanna Rosati
- Responsabile rapporti istituzioni: Ilio Liberati

Area marketing
- Ufficio marketing: Maurizio Sensi
- Biglietteria: Luca Ciambrusco

Area sanitaria
- Medico: Giuseppe Barone, Auro Caraffa, Giuseppe Sabatino
- Preparatore atletico: Alessandro Guazzaloca
- Fisioterapista: Tommaso Brunelli Felicetti, Mauro Proietti
- Massaggiatore: Emilio Giusti
- Radiologo: Massimo Bianchi
- Motivatore: Franco Bertoli
- Posturologo: Claudio Nappini

## Rosa
| N° | Nome                    | Ruolo | Data di nascita   | Nazionalità sportiva |
| -- | ----------------------- | ----- | ----------------- | -------------------- |
| 1  | Simone Buti             | C     | 19 settembre 1983 | Italia               |
| 3  | Federico Tosi           | L     | 18 settembre 1991 | Italia               |
| 4  | Matteo Paris            | P     | 13 settembre 1983 | Serbia               |
| 6  | Velizar Černokožev      | O     | 23 aprile 1995    | Bulgaria             |
| 7  | Alessandro Franceschini | C     | 21 giugno 1983    | Italia               |
| 8  | Aaron Russell           | S     | 4 giugno 1993     | Stati Uniti          |
| 9  | Ivan Zaytsev            | S     | 2 ottobre 1988    | Italia               |
| 10 | Dore Della Lunga        | S     | 25 luglio 1984    | Italia               |
| 11 | Mihajlo Mitić           | P     | 17 settembre 1990 | Serbia               |
| 12 | Alexander Berger        | S     | 27 settembre 1988 | Austria              |
| 14 | Aleksandar Atanasijević | O     | 4 settembre 1991  | Serbia               |
| 15 | Luciano De Cecco        | P     | 2 giugno 1988     | Argentina            |
| 16 | Andrea Bari             | L     | 5 marzo 1980      | Italia               |
| 17 | Emanuele Birarelli      | C     | 8 febbraio 1981   | Italia               |
| 18 | Marko Podraščanin       | C     | 29 agosto 1987    | Serbia               |

## Mercato
| Acquisti | Acquisti           | Acquisti           | Acquisti   |
| R.       | Nome               | da                 | Modalità   |
| -------- | ------------------ | ------------------ | ---------- |
| L        | Andrea Bari        | Porto Robur Costa  | definitivo |
| S        | Alexander Berger   | Padova             | definitivo |
| O        | Velizar Černokožev | Dobrudža           | definitivo |
| S        | Dore Della Lunga   | Porto Robur Costa  | definitivo |
| P        | Mihajlo Mitić      | Zahra              | definitivo |
| P        | Matteo Paris       | Foinikas Syro      | definitivo |
| C        | Marko Podraščanin  | Lube               | definitivo |
| L        | Federico Tosi      | Powervolley Milano | definitivo |
| S        | Ivan Zaytsev       | Dinamo Mosca       | definitivo |

| Cessioni | Cessioni           | Cessioni          | Cessioni   |
| R.       | Nome               | a                 | Modalità   |
| -------- | ------------------ | ----------------- | ---------- |
| P        | Dobromir Dimitrov  | Khatam Ardakan    | definitivo |
| C        | Alberto Elia       | Lupi Santa Croce  | definitivo |
| L        | Fabio Fanuli       | Top Volley Latina | definitivo |
| S        | Christian Fromm    | Milano            | definitivo |
| L        | Andrea Giovi       | BluVolley Verona  | definitivo |
| S        | Samuel Holt        | BluVolley Verona  | definitivo |
| S        | Denys Kaliberda    | Lube              | definitivo |
| O        | Giōrgos Tzioumakas | Piacenza          | definitivo |

## Risultati

### Serie A1

#### Girone di andata
| 1ª giornata - 2 ottobre 2016 PalaBanca, Piacenza                | Piacenza           | 1 - 3 | Sir Safety Perugia | 18-25, 25-23, 16-25, 21-25        |
| 2ª giornata - 9 ottobre 2016 PalaEvangelisti, Perugia           | Sir Safety Perugia | 3 - 1 | Padova             | 14-25, 27-25, 25-16, 25-20        |
| 3ª giornata - 16 ottobre 2016 PalaPolsinelli, Sora              | Argos              | 0 - 3 | Sir Safety Perugia | 22-25, 23-25, 17-25               |
| 4ª giornata - 20 ottobre 2016 PalaEvangelisti, Perugia          | Sir Safety Perugia | 3 - 2 | Porto Robur Costa  | 25-22, 25-22, 21-25, 18-25, 18-16 |
| 5ª giornata - 23 ottobre 2016 PalaValentia, Vibo Valentia       | Callipo            | 2 - 3 | Sir Safety Perugia | 25-21, 13-25, 26-24, 19-25, 9-15  |
| 6ª giornata - 29 ottobre 2016 PalaTrento, Trento                | Trentino           | 3 - 1 | Sir Safety Perugia | 18-25, 25-21, 25-19, 25-21        |
| 7ª giornata - 1º novembre 2016 PalaEvangelisti, Perugia         | Sir Safety Perugia | 1 - 3 | Modena             | 25-22, 22-25, 21-25, 22-25        |
| 8ª giornata - 6 novembre 2016 PalaCivitanova, Civitanova Marche | Lube               | 3 - 2 | Sir Safety Perugia | 22-25, 19-25, 25-23, 25-21, 15-10 |
| 9ª giornata - 9 novembre 2016 PalaEvangelisti, Perugia          | Sir Safety Perugia | 3 - 2 | Molfetta           | 22-25, 25-23, 25-16, 23-25, 15-12 |
| 10ª giornata - 13 novembre 2016 Palazzetto dello Sport, Monza   | Milano             | 0 - 3 | Sir Safety Perugia | 21-25, 20-25, 14-25               |
| 11ª giornata - 23 novembre 2016 PalaEvangelisti, Perugia        | Sir Safety Perugia | 3 - 0 | Top Volley Latina  | 25-20, 25-19, 25-18               |
| 12ª giornata - 27 novembre 2016 PalaOlimpia, Verona             | BluVolley Verona   | 0 - 3 | Sir Safety Perugia | 13-25, 23-25, 14-25               |
| 13ª giornata - 4 dicembre 2016 PalaEvangelisti, Perugia         | Sir Safety Perugia | 3 - 0 | Powervolley Milano | 25-20, 25-21, 25-18               |

#### Girone di ritorno
| 14ª giornata - 11 dicembre 2016 PalaEvangelisti, Perugia   | Sir Safety Perugia | 3 - 1 | Piacenza           | 25-22, 25-21, 21-25, 25-14        |
| 15ª giornata - 18 dicembre 2016 PalaSanLazzaro, Padova     | Padova             | 1 - 3 | Sir Safety Perugia | 25-19, 22-25, 19-25, 18-25        |
| 16ª giornata - 26 dicembre 2016 PalaEvangelisti, Perugia   | Sir Safety Perugia | 3 - 0 | Argos              | 25-20, 25-23, 25-20               |
| 17ª giornata - 29 dicembre 2016 PalaDeAndré, Ravenna       | Porto Robur Costa  | 0 - 3 | Sir Safety Perugia | 23-25, 26-28, 17-25               |
| 18ª giornata - 8 gennaio 2017 PalaEvangelisti, Perugia     | Sir Safety Perugia | 3 - 1 | Callipo            | 31-29, 22-25, 25-19, 25-15        |
| 19ª giornata - 15 gennaio 2017 PalaEvangelisti, Perugia    | Sir Safety Perugia | 3 - 0 | Trentino           | 25-23, 25-15, 25-22               |
| 20ª giornata - 22 gennaio 2017 PalaPanini, Modena          | Modena             | 3 - 2 | Sir Safety Perugia | 25-22, 19-25, 25-21, 21-25, 15-11 |
| 21ª giornata - 5 febbraio 2017 PalaEvangelisti, Perugia    | Sir Safety Perugia | 1 - 3 | Lube               | 31-33, 10-25, 25-20, 16-25        |
| 22ª giornata - 8 febbraio 2017 PalaPoli, Molfetta          | Molfetta           | 0 - 3 | Sir Safety Perugia | 20-25, 16-25, 17-25               |
| 23ª giornata - 12 febbraio 2017 PalaEvangelisti, Perugia   | Sir Safety Perugia | 3 - 1 | Milano             | 25-23, 20-25, 28-26, 25-14        |
| 24ª giornata - 19 febbraio 2017 PalaBianchini, Latina      | Top Volley Latina  | 1 - 3 | Sir Safety Perugia | 18-25, 17-25, 27-25, 23-25        |
| 25ª giornata - 26 febbraio 207 PalaEvangelisti, Perugia    | Sir Safety Perugia | 3 - 0 | BluVolley Verona   | 25-15, 25-21, 25-22               |
| 26ª giornata - 22 febbraio 2017 PalaYamamay, Busto Arsizio | Powervolley Milano | 0 - 3 | Sir Safety Perugia | 17-25, 17-25, 23-25               |

#### Play-off scudetto
| Quarti di finale (gara 1) - 4 marzo 2017 PalaEvangelisti, Perugia | Sir Safety Perugia | 3 - 0 | Piacenza           | 25-13, 25-17, 25-18        |
| Quarti di finale (gara 2) - 8 marzo 2017 PalaBanca, Piacenza      | Piacenza           | 0 - 3 | Sir Safety Perugia | 23-25, 20-25, 23-25        |
| Semifinali (gara 1) - 19 marzo 2017 PalaTrento, Trento            | Trentino           | 3 - 1 | Sir Safety Perugia | 16-25, 25-22, 26-24, 25-22 |
| Semifinali (gara 2) - 25 marzo 2017 PalaEvangelisti, Perugia      | Sir Safety Perugia | 3 - 1 | Trentino           | 30-28, 20-25, 25-19, 25-22 |
| Semifinali (gara 3) - 9 aprile 2017 PalaTrento, Trento            | Trentino           | 3 - 1 | Sir Safety Perugia | 28-26, 30-28, 22-25, 25-21 |
| Semifinali (gara 4) - 19 aprile 2017 PalaEvangelisti, Perugia     | Sir Safety Perugia | 3 - 0 | Trentino           | 25-21, 25-21, 25-23        |
| Semifinali (gara 5) - 22 aprile 2017 PalaTrento, Trento           | Trentino           | 3 - 0 | Sir Safety Perugia | 25-22, 25-19, 25-21        |

### Coppa Italia

#### Fase a eliminazione diretta
| Quarti di finale - 11 gennaio 2017 PalaEvangelisti, Perugia | Sir Safety Perugia | 2 - 3 | Piacenza | 25-17, 25-23, 23-25, 21-25, 13-15 |

### Supercoppa italiana

#### Fase a eliminazione diretta
| Semifinali - 24 settembre 2016 PalaPanini, Modena | Lube   | 1 - 3 | Sir Safety Perugia | 22-25, 25-21, 29-31, 19-25        |
| Finale - 25 settembre 2016 PalaPanini, Modena     | Modena | 3 - 2 | Sir Safety Perugia | 25-22, 19-25, 25-22, 24-26, 17-15 |

### Champions League

#### Fase a eliminazione diretta
| Terzo turno (andata) - 16 novembre 2016 Sporthalle, Arbon    | Amriswil           | 1 - 3 | Sir Safety Perugia | 20-25, 25-22, 18-25, 19-25 |
| Terzo turno (ritorno) - 20 novembre PalaEvangelisti, Perugia | Sir Safety Perugia | 3 - 0 | Amriswil           | 25-20, 25-14, 25-18        |

#### Fase a gironi
| 1ª giornata - 7 dicembre 2016 Başkent Voleybol Salonu, Ankara | Halkbank           | 0 - 3 | Sir Safety Perugia | 19-25, 23-25, 23-25               |
| 2ª giornata - 22 dicembre 2016 PalaEvangelisti, Perugia       | Sir Safety Perugia | 3 - 0 | Roeselare          | 25-22, 25-21, 25-23               |
| 3ª giornata - 18 gennaio 2017 PalaEvangelisti, Perugia        | Sir Safety Perugia | 3 - 2 | Belogor'e          | 11-25, 25-14, 31-29, 18-25, 15-13 |
| 4ª giornata - 1º febbraio 2017 Sports Palace Cosmos, Belgorod | Belogor'e          | 2 - 3 | Sir Safety Perugia | 19-25, 25-16, 26-24, 17-25, 11-15 |
| 5ª giornata - 15 febbraio 2017 Schiervelde, Roeselare         | Roeselare          | 3 - 2 | Sir Safety Perugia | 25-18, 20-25, 20-25, 25-22, 15-13 |
| 6ª giornata - 1º marzo 2017 PalaEvangelisti, Perugia          | Sir Safety Perugia | 3 - 1 | Halkbank           | 23-25, 25-18, 25-20, 25-16        |

#### Fase a eliminazione diretta
| Semifinali - 29 aprile 2017 PalaLottomatica, Roma | Sir Safety Perugia | 3 - 2 | Lube        | 25-19, 22-25, 25-19, 21-25, 15-9 |
| Finale - 30 aprile 2017 PalaLottomatica, Roma     | Sir Safety Perugia | 0 - 3 | Zenit-Kazan | 15-25, 23-25, 14-25              |

## Statistiche

### Statistiche di squadra
| Competizione        | Punti | In casa | In casa | In casa | In trasferta | In trasferta | In trasferta | Totale | Totale | Totale |
| Competizione        | Punti | G       | V       | P       | G            | V            | P            | G      | V      | P      |
| ------------------- | ----- | ------- | ------- | ------- | ------------ | ------------ | ------------ | ------ | ------ | ------ |
| Serie A1            | 62    | 16      | 14      | 2       | 17           | 11           | 6            | 33     | 25     | 8      |
| Coppa Italia        | -     | 1       | 0       | 1       | -            | -            | -            | 1      | 0      | 1      |
| Supercoppa italiana | -     | -       | -       | -       | -            | -            | -            | 2      | 1      | 1      |
| Champions League    | 14    | 4       | 4       | 0       | 4            | 3            | 1            | 10     | 8      | 2      |
| Totale              | -     | 21      | 18      | 3       | 21           | 14           | 7            | 46     | 34     | 12     |

G = partite giocate; V = partite vinte; P = partite perse

### Statistiche dei giocatori
| Giocatore       | Serie A1 | Serie A1 | Serie A1 | Serie A1 | Serie A1 | Coppa Italia | Coppa Italia | Coppa Italia | Coppa Italia | Coppa Italia | Supercoppa italiana | Supercoppa italiana | Supercoppa italiana | Supercoppa italiana | Supercoppa italiana | Champions League | Champions League | Champions League | Champions League | Champions League | Totale | Totale | Totale | Totale | Totale |
| Giocatore       | P        | PT       | AV       | MV       | BV       | P            | PT           | AV           | MV           | BV           | P                   | PT                  | AV                  | MV                  | BV                  | P                | PT               | AV               | MV               | BV               | P      | PT     | AV     | MV     | BV     |
| --------------- | -------- | -------- | -------- | -------- | -------- | ------------ | ------------ | ------------ | ------------ | ------------ | ------------------- | ------------------- | ------------------- | ------------------- | ------------------- | ---------------- | ---------------- | ---------------- | ---------------- | ---------------- | ------ | ------ | ------ | ------ | ------ |
| A. Atanasijević | 26       | 378      | 329      | 22       | 27       | 1            | 29           | 25           | 1            | 3            | 0                   | 0                   | 0                   | 0                   | 0                   | 9                | 148              | 131              | 8                | 9                | 36     | 555    | 485    | 31     | 39     |
| A. Bari         | 27       | 0        | 0        | 0        | 0        | 1            | 0            | 0            | 0            | 0            | 2                   | 0                   | 0                   | 0                   | 0                   | 8                | 0                | 0                | 0                | 0                | 38     | 0      | 0      | 0      | 0      |
| A. Berger       | 29       | 226      | 174      | 22       | 30       | 1            | 3            | 2            | 1            | 0            | 2                   | 22                  | 16                  | 4                   | 2                   | 8                | 75               | 60               | 5                | 10               | 40     | 326    | 252    | 32     | 42     |
| E. Birarelli    | 30       | 163      | 105      | 39       | 19       | 1            | 6            | 5            | 1            | 0            | 2                   | 17                  | 14                  | 1                   | 2                   | 10               | 56               | 46               | 9                | 1                | 43     | 242    | 170    | 50     | 22     |
| S. Buti         | 22       | 107      | 77       | 27       | 3        | 1            | 0            | 0            | 0            | 0            | 0                   | 0                   | 0                   | 0                   | 0                   | 7                | 10               | 9                | 1                | 0                | 30     | 117    | 86     | 28     | 3      |
| V. Černokožev   | 12       | 3        | 3        | 0        | 0        | 0            | 0            | 0            | 0            | 0            | 0                   | 0                   | 0                   | 0                   | 0                   | 7                | 22               | 16               | 2                | 4                | 19     | 25     | 19     | 2      | 4      |
| L. De Cecco     | 33       | 80       | 29       | 33       | 18       | 1            | 5            | 2            | 2            | 1            | 2                   | 3                   | 1                   | 1                   | 1                   | 9                | 29               | 13               | 8                | 8                | 45     | 117    | 45     | 44     | 28     |
| D. Della Lunga  | 25       | 29       | 24       | 3        | 2        | 1            | 0            | 0            | 0            | 0            | 2                   | 0                   | 0                   | 0                   | 0                   | 6                | 10               | 9                | 0                | 1                | 34     | 39     | 33     | 3      | 3      |
| A. Franceschini | 2        | 1        | 1        | 0        | 0        | 0            | 0            | 0            | 0            | 0            | 0                   | 0                   | 0                   | 0                   | 0                   | 2                | 2                | 2                | 0                | 0                | 4      | 3      | 3      | 0      | 0      |
| M. Mitić        | 28       | 9        | 2        | 6        | 1        | 1            | 0            | 0            | 0            | 0            | 2                   | 0                   | 0                   | 0                   | 0                   | 9                | 4                | 0                | 4                | 0                | 40     | 13     | 2      | 10     | 1      |
| M. Paris        | 1        | 0        | 0        | 0        | 0        | -            | -            | -            | -            | -            | -                   | -                   | -                   | -                   | -                   | 0                | 0                | 0                | 0                | 0                | 1      | 0      | 0      | 0      | 0      |
| M. Podraščanin  | 33       | 298      | 204      | 72       | 22       | 1            | 11           | 7            | 3            | 1            | 2                   | 26                  | 13                  | 10                  | 3                   | 10               | 92               | 62               | 23               | 7                | 46     | 427    | 286    | 108    | 33     |
| A. Russell      | 27       | 301      | 254      | 19       | 28       | 1            | 10           | 9            | 0            | 1            | 2                   | 32                  | 28                  | 2                   | 2                   | 6                | 72               | 59               | 7                | 6                | 36     | 415    | 350    | 28     | 37     |
| F. Tosi         | 31       | 0        | 0        | 0        | 0        | 1            | 0            | 0            | 0            | 0            | 0                   | 0                   | 0                   | 0                   | 0                   | 6                | 0                | 0                | 0                | 0                | 38     | 0      | 0      | 0      | 0      |
| I. Zaytsev      | 33       | 377      | 282      | 44       | 51       | 1            | 11           | 8            | 1            | 2            | 2                   | 44                  | 38                  | 4                   | 2                   | 8                | 101              | 77               | 14               | 10               | 44     | 533    | 405    | 63     | 65     |

P = presenze; PT = punti totali; AV = attacchi vincenti; MV = muri vincenti; BV = battute vincenti